# Mariä Verkündigung (Dormitz)

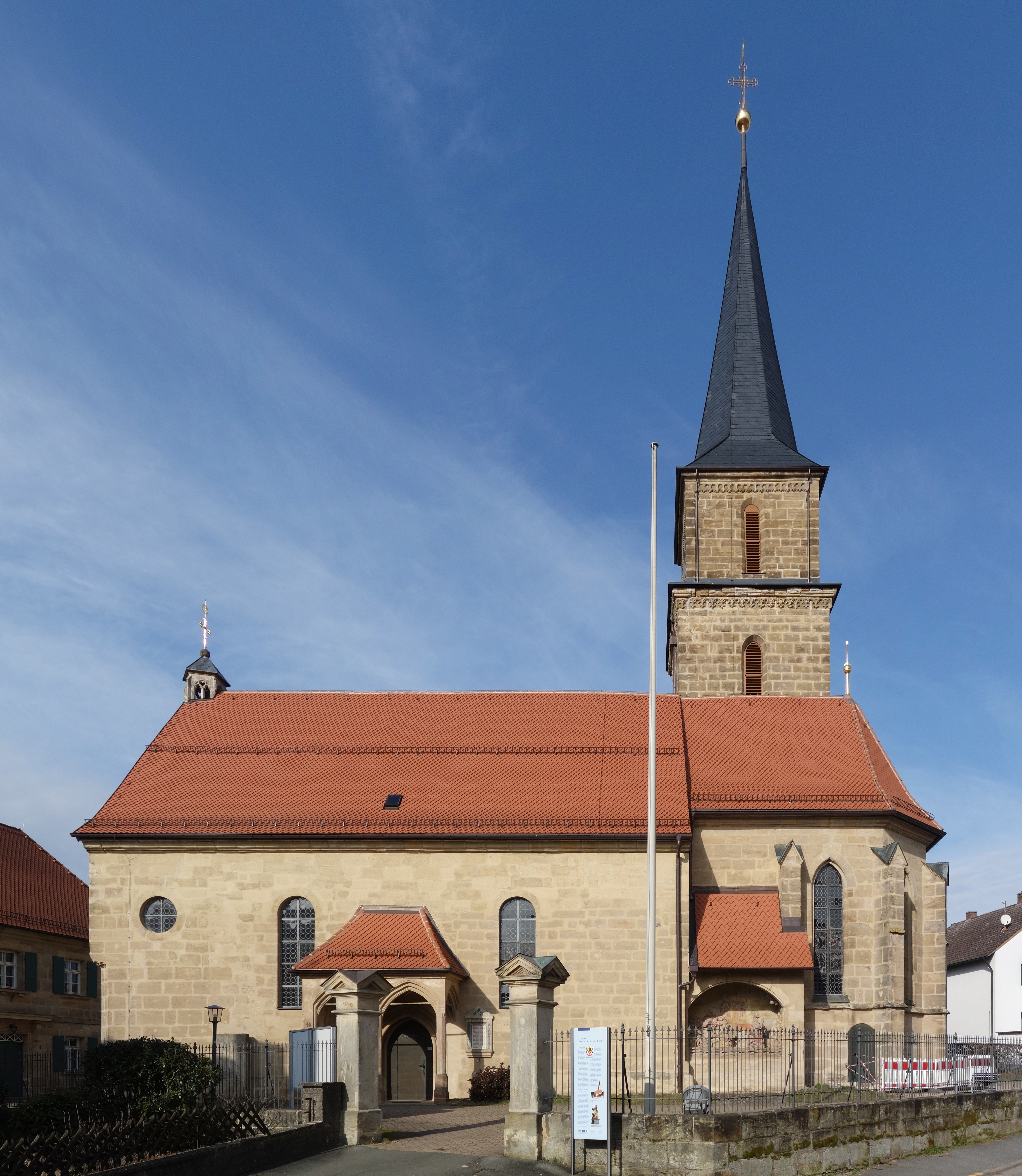
Mariä Verkündigung (Dormitz)

Die römisch-katholische Pfarrkirche Mariä Verkündigung ist ein denkmalgeschütztes Kirchengebäude in Dormitz, einer Gemeinde im Landkreis Forchheim (Oberfranken, Bayern). Das Bauwerk ist unter der Denkmalnummer D-4-74-119-8 als Baudenkmal in der Bayerischen Denkmalliste eingetragen. Die Kirche gehört zum Seelsorgebereich Neubau im Dekanat Forchheim des Erzbistums Bamberg.

## Beschreibung
Die Saalkirche aus unverputztem Quadermauerwerk wurde um 1400 erbaut. Sie hat ein Langhaus und einen eingezogenen Chor mit 5/8-Schluss im Osten. Etwa 100 Jahre später wurde das Langhaus um vier Meter nach Westen verlängert. Der Chorflankenturm an der Nordseite des Chors wurde um ein fünftes Geschoss aufgestockt und mit einem achtseitigen, schiefergedeckten, spitzen Helm versehen. Aus dem Satteldach des Langhauses erhebt sich im Westen ein fünfeckiger Dachreiter. An der Südseite des Langhauses wurde ein Brautportal errichtet. Auch die Empore sowie die beiden Treppentürme, die zur Empore führen, entstanden in dieser Zeit. Ab 1716 wurde das Langhaus erhöht und die Bogenfenster wurden eingebaut.
Die Kirchenausstattung gestaltete Georg Sebastian Urlaub. Zu ihr gehört der barocke Hochaltar mit zwei Seitenflügeln, der im Schrein ein Marienbildnis aus der Zeit 1460/70 enthält. Auf der Brüstung der 1730 gefertigten Kanzel sind die vier Kirchenväter Ambrosius von Mailand, Gregor der Große, Augustinus von Hippo und Hieronymus dargestellt. Auf dem Schalldeckel sind die vier Evangelistensymbole zu sehen. Der Stuck an der Decke aus dem Jahre 1723/24 stammt von Johann Jakob Vogel, die Fresken schuf 1724 Georg Sebastian Urlaub. Die von Augustin Ferdinand Bittner 1836 gebaute und von Eusebius Dietmann 1915 umgebaute Orgel hat 12 Register auf einem Manual und Pedal.